# Sognando a New York - In the Heights
Sognando a New York - In the Heights (In the Heights) è un film del 2021 diretto da Jon M. Chu.
Il film è basato sul musical In the Heights di Lin-Manuel Miranda e Quiara Alegría Hudes.

## Trama
In un bar sulla spiaggia, Usnavi racconta a dei bambini una storia del quartiere ispanico di Washington Heights, a Manhattan. Anni prima è proprietario di una bodega e presenta al pubblico: "Graffiti" Pete, un artista di graffiti, abuela Claudia, la matriarca del quartiere che si è occupata di lui dopo la morte dei genitori; Kevin Rosario, che possiede una compagnia di taxi; Benny, impiegato di Kevin e amico d'infanzia di Usnavi; Daniela, Carla e Cuca che lavorano al salone di bellezza; Vanessa, di cui è segretamente innamorato; e suo cugino Sonny, un adolescente che lo aiuta con il negozio ("In the Heights").
Alejandro, un avvocato e amico di famiglia, informa Usnavi che il vecchio bar sulla spiaggia di suo padre nella Repubblica Dominicana è in vendita, e questo risveglia il sogno di Usnavi di ristrutturarlo e tornare così nella terra natia, dove conserva i ricordi più cari; decide quindi di comprarlo con i risparmi di una vita. Nel frattempo, la figlia di Kevin, Nina, è tornata dall'Università di Stanford; dopo essere andata a trovare Benny che non perde l'occasione di corteggiare la ragazza ("Benny's Dispatch") si reca dal padre informandolo che non riesce più a pagare la retta scolastica ma il padre la interrompe assicurandole una soluzione. La ragazza vaga quindi per le strade di Washington Heights e rivela quante aspettative le ha addossato la comunità e come non riesca a soddisfarle ("Breathe").
Arriva nel salone di Daniela, che si scopre essere prossimo a essere trasferito in The Bronx per via degli affitti che si alzano eccessivamente a Manhattan, e comincia a spettegolare con le parrucchiere; quando però viene interpellata insistentemente circa l'università rivela di aver abbandonato gli studi ("No Me Diga"). Intanto Vanessa, che lavora al salone curando unghie, sogna in realtà di diventare una fashion designer e invia un modulo di domanda per l'affitto di un appartamento in centro ma le viene rifiutato per le poche garanzie ("It Won't Be Long Now"). Torna adirata nel negozio di Usnavi, troppo timido nei suoi confronti, e viene invitata da Sonny per un appuntamento con il cugino, che accetta.
Sonny scopre che il loro negozio ha venduto il biglietto della lotteria vincente e consistente in 96.000 dollari; in una piscina pubblica poco distante, tutto il quartiere fantastica su come farebbe se vincesse tale somma di denaro ("96,000"). Sotto il sole cocente il piragüero del vicinato, che serve il rinfresco tipico portoricano di ghiaccio tritato e sciroppo di frutta, si lamenta di come stia rimettendo per via di un furgone di gelati ("Piragua"). Quel weekend Benny e Nina rammentano le loro infanzie e di quanto fossero spensierate, lei però adesso è afflitta da dubbi e paure, ma lui la rassicura sicuro che sia destinata al successo ("When You're Home"). Nel frattempo, Usnavi chiede al padre di Sonny, uno scansafatiche alcolizzato, di permettere a Sonny di venire con lui nella Repubblica Dominicana, ma il padre fa intendere che sono immigrati clandestini e che quindi il figlio non potrebbe lasciare il paese.
Quella sera, in una cena organizzata da abuela Claudia per il ritorno di Nina, Kevin rivela che ha venduto la compagnia di taxi per permettersi la retta della figlia ma, oltre al rifiuto oltraggiato della figlia, scopre che è lei stessa a non voler tornare a Stanford per tutte le offese razziste che ha ricevuto essendo latinoamericana. Dopo la cena, Usnavi e Vanessa si recano ad un club di salsa per il loro appuntamento, insieme a Benny e Nina; Usnavi, troppo agitato e nervoso, non riesce a cogliere l'occasione di ballare con Vanessa che invece viene invitata da diversi uomini sulla pista ("The Club"). Ad un tratto si verifica un blackout e la situazione si fa agitata nel locale: Vanessa perde di vista gli altri e viene strattonata dalla folla, quando ritrova Usnavi litigano su come lei si sia sentita abbandonata non solo nella situazione attuale ma anche durante tutto l'appuntamento. Intanto Sonny e Graffiti Pete lanciano dei fuochi d'artificio nel cielo per illuminare tutto il quartiere ("Blackout").
Usnavi torna da abuela Claudia per assicurarsi stia bene e la porta a letto; la donna comincia a ripensare alla sua infanzia a Cuba, e del suo arrivo con la madre a New York, costellato di faticosi ostacoli e duro lavoro che hanno sempre cercato di affrontare con orgoglio ("Pacienca y Fe"). In seguito muore serenamente, e il quartiere si riunisce per commemorare l'incredibile donna e il suo contributo alla comunità ("Alabanza"). In una protesta di DACA, Sonny scopre che non può andare al college, essendo un immigrato clandestino, e Nina, vedendo il privilegio che invece ha lei, decide di tornare all'università.
Usnavi trova nel cestino del suo negozio il modulo di domanda di affitto di Vanessa e fa visita a Daniela, convincendola a mettere anche il suo nome permettendo così alla ragazza di avere abbastanza garanzie economiche. Daniela inoltre è alle prese con il trasloco e rimane stupita che il quartiere non le stia facendo le feste, scoprendo che invece sono tutti abbattuti dal caldo e dal blackout che continua; invocando e celebrando le origini latine della comunità, la risveglia e festeggiano insieme fino alla fine del blackout ("Carnaval del Barrio").
Un mese dopo, Nina sta tornando da Stanford per far visita, incontra Benny che le promette che un giorno la raggiungerà a Palo Alto e si baciano ("When the Sun Goes Down"). Usnavi invece sta per partire per la Repubblica Dominicana e scopre tra i bagagli il biglietto vincente della lotteria che abuela Claudia gli ha lasciato. Intanto arriva Vanessa con una bottiglia di champagne, per salutarlo e ringraziarlo avendo scoperto che è stato lui a convincere Daniela a firmare il contratto, il che le he permesso di affittare il locale. Mentre si salutano indugia, e gli chiede di rimanere, ma Usnavi rifiuta non capendone il motivo; lei lo bacia rimpiangendo di aver compreso troppo tardi i suoi sentimenti per lui ("Champagne"). Vanessa fugge via e per strada si imbatte in Graffiti Pete.
Usnavi dà ad Alejandro, l'avvocato, il biglietto vincente chiedendogli di usarlo per regolarizzare Sonny, pagando le imposte della DACA. La mattina dopo si reca un'ultima volta al negozio e Vanessa gli mostra una nuova collezione esposta nel negozio basata sugli stracci di Graffiti Pete che celebra il quartiere ma soprattutto un graffito sul muro del negozio che rappresenta fedelmente la spiaggia in Repubblica Dominicana dove stava il bar del padre di Usnavi: Usnavi capisce che il suo sogno in realtà si avvererà anche in questo quartiere, e non ha bisogno di tornare nella terra natia. La storia torna al presente e si scopre che in realtà Usnavi stava narrando non su una spiaggia, ma proprio nel suo negozio con lo sfondo dipinto; una dei bambini non è nientemeno che la figlia che ha avuto con Vanessa, Iris. Infine vanno a festeggiare sulle strade, celebrando Washington Heights.
In una scena dopo i titoli di coda, il furgone dei gelati è in avaria e il piragüero festeggia la sua ritrovata clientela.

### Differenze con il musical originale
- Nel musical non è presente la scena iniziale sulla spiaggia, inizia invece con la presentazione dei personaggi.
- Nel film è stato rimosso il personaggio di Camila Rosario, nel musical moglie di Kevin e madre di Nina, che nel film è indicata come deceduta.
- Nel musical le tre parrucchiere sono Daniela, Carla e Vanessa, nel film Vanessa lavora nel salone di bellezza ma si occupa di unghie, mentre è stato aggiunto il nuovo personaggio marginale di Cuca come terza parrucchiera.
- Nel musical non è presente il personaggio del padre di Sonny, e l'intenzione di Usnavi era tornare nella Repubblica Dominicana da solo e lasciare il negozio a Sonny.
- Nel musical non era presente la questione razziale di Nina, che aveva lasciato l'università siccome non riusciva a conciliare lo studio e i diversi lavori che aveva iniziato per mantenersi; il padre Kevin, che non vuole che alla figlia manchi nulla al contrario di quanto successe a lui, vende l'attività senza avvisare né la moglie né la figlia scatenando l'ira di queste e di Benny, che si ritrova improvvisamente disoccupato. Di conseguenza, il litigio nel club di salsa in realtà nel musical è tra Nina e Benny, siccome quest'ultimo ferito pensa che sia coinvolta lei nel suo licenziamento; alla fine del numero musicale chiariscono il malinteso e si baciano. In ogni caso nel musical avvengono le dinamiche di gelosia tra Usnavi e Vanessa durante il loro appuntamento, ma non influiscono sul loro rapporto.
- Nel musical, durante il blackout, Usnavi va a trovare abuela Claudia che gli rivela di possedere il biglietto vincente della lotteria che vuole regalare a lui; nel musical questa ingente somma di denaro è il principale meccanismo con il quale si sviluppa il secondo atto, siccome permette a Usnavi di recarsi finalmente in Repubblica Dominicana, a Sonny di realizzare i suoi sogni di aiutare la gente meno abbiente del quartiere e a Vanessa di affittare il locale in centro. Nel film invece questi problemi si risolvono in maniera alternativa, e il fatto che abuela Claudia gli abbia lasciato il biglietto vincente viene rivelato solo alla fine, ma non influisce eccessivamente sulla trama, mostrando come in realtà non serva una miracolosa vincita di denaro per realizzare i propri sogni.
- Nel musical il numero "Paciencia y Fe" viene utilizzata per presentare la storia di abuela Claudia, che rappresenta una delle prime generazioni immigrate, mentre nel film è una sequenza di ricordi premonitrice della sua morte. Inoltre nel musical la morte non avviene durante il blackout ma diversi giorni dopo.
- Nel musical non è presente il contributo finale di Vanessa nella scelta di Usnavi di rimanere a New York, ma sono Sonny e Graffiti Pete che gli mostrano un grande ritratto di abuela Claudia nel negozio, facendo comprendere a Usnavi che, come lei ha contribuito a nutrire questa comunità immigrata rendendola la sua nuova casa, lui può fare lo stesso.

## Produzione

### Sviluppo
Il 7 novembre 2008 la Universal Pictures annunciò il progetto di realizzare un adattamento cinematografico del musical di Miranda entro il 2011, per la regia di Kenny Ortega. Il progetto fu cancellato nel marzo 2011, ma l'anno successivo Miranda annunciò nuovi piani per la realizzazione del film.
Nel maggio 2016 fu annunciato che Miranda avrebbe co-prodotto con Harvey Weinstein un adattamento cinematografico dello show di Broadway. Il 10 giugno 2016 Jon M. Chu fu scelto per dirigere il film.
Il Caso Harvey Weinstein portò all'allontanamento della Weinstein Company dal progetto e i diritti del film furono acquistati dalla Warner Bros. per cinquanta milioni di dollari.

### Casting
Nell'ottobre 2018 fu annunciato che Anthony Ramos era entrato nel cast in un ruolo non specificato, mentre il mese successivo il nome di Rita Moreno fu associato alla produzione, ma la notizia si rivelò infondata.
Nel gennaio 2019 Corey Hawkins entrò nel cast nel ruolo di Benny, mentre nell'aprile dello stesso anno anche Jimmy Smits, Melissa Barrera, Leslie Grace, Olga Merediz, Gregory Diaz, Daphne Rubin-Vega, Stephanie Beatriz e Dascha Polanco furono annunciati come parte del cast. Nel giugno 2019 Marc Anthony e Lin-Manuel Miranda si unirono al cast.

### Riprese
Le riprese del film iniziarono il 3 giugno 2019 a New York.

## Promozione
Un primo teaser trailer è stato diffuso online l'11 dicembre 2019, seguito il giorno dopo dal primo trailer ufficiale del film sia in inglese che in italiano.

## Distribuzione
L'uscita nelle sale statunitensi era originariamente prevista per il 26 giugno 2020, ma è stata posticipata al 10 giugno 2021 in seguito alla pandemia di COVID-19. Il film è stato distribuito nelle sale e su HBO Max.
In Italia, originariamente previsto per il 24 giugno 2021, è stato distribuito dal 22 luglio 2021.

## Riconoscimenti
- 2022 – Golden Globe
  - Candidatura per il miglior attore in un film commedia o musicale ad Anthony Ramos

## Accoglienza
Su Rotten Tomatoes, il film detiene un indice di approvazione del 94% basato su 367 recensioni con una valutazione media di 8,2/10. Su Metacritic, ha un punteggio medio ponderato di 84 su 100 basato su 55 critici, indicando "acclamazione universale". Il pubblico intervistato da CinemaScore ha dato al film un voto medio di "A" su una scala da A + a F, mentre PostTrak ha riferito che l'88% dei membri del pubblico gli ha dato un punteggio positivo, con il 67% che ha detto che lo consiglierebbe sicuramente.